# 索馬里班圖人
班圖人，是索馬里的少數民族，主要誰居住在該國的南部，靠近朱巴河和謝貝利河的地區。他們是從不同的非洲東南部班圖語族群捕獲，並因19世紀阿拉伯奴隸貿易帶到位於非洲之角的索馬里。他們因外表，語言，文化也與主流索馬里人不同，自從他們來到後一直也被索馬里社會邊緣化。索馬里班圖部落共有六個：馬金多，馬庫阿，曼雅薩，姚，扎拉莫，札古亞。這些部落中有氏族和亞氏族
總而言之，在索馬里的班圖語居民在內戰前大約80,000人，然而最近的估計認為這一數字高達900,000人。

## 起源
在公元前3000-2500年之間，原始的原班圖語族來自西非的尼日利亞和喀麥隆地區，他們開始了千年之久的向東遷移。班圖人的擴張首先進入非洲中部，後再向東部和南部擴張。但沒進入非洲東北部，他們來到此地是因阿拉伯奴隸貿易。

## 奴隸貿易
印度洋奴隸貿易是多方位的，並隨著時間而改變。為了滿足粗重體力勞動的需求，來自非洲東南部的阿拉伯奴隸販子數百年間抓獲大量非洲黑人賣給在摩洛哥，利比亞，索馬里，埃及，沙特阿拉伯，波斯灣，印度，遠東和印度洋島嶼的客戶。
從1800年到1890年，25,000-50,000之間的非洲黑奴被認為已經從桑給巴爾的奴隸市場送到索馬里海岸出售。大多數黑奴來源也是來自坦桑尼亞，莫桑比克和馬拉維。這些班圖群體被稱為Mushunguli，這個詞包含多個隱含意思，包括“工人”，“外國人”和“奴隸。他們多在朱巴河和謝貝利河流域的種植園工作，種植經濟作物如糧食和棉花等。

## 殖民主義和奴隸制度終結
19世紀40年代，來自謝貝利山谷的第一個逃亡的奴隸開始在朱巴河谷定居。到19世紀90年代末，當意大利和英國佔領了朱巴蘭地區，估計有35000個班圖前奴隸們已經在那裡定居。
在索馬里的意大利殖民政府在20世紀因意大利國王的法令廢除了奴隸制。但一些班圖奴隸仍被奴役並繼續被大多數索馬里人鄙視。在第一次世界大戰後，許多索馬里班圖人，主要是昔日奴隸的後裔，成為天主教徒，他們主要生活在乔哈尔。
事實上，1895年，首45班圖奴隸由意大利殖民當局和天主教會解族出來，前者後來皈依天主教。但這些前奴隸不久被義大利人徵召為意大利國有種植園強迫勞動，從事索馬里人也不想從事的粗重勞動，而且義大利人也認為索馬里人比班圖人優越。

## 輪廓
班圖人多數稱自己為班圖人，如可追踪他們的起源到在東南非洲的班圖集團一般稱Shanbara,Shangama和Wagosha，如可追踪他們的起源到到非洲南部的則稱Mushunguli。
雖然一些班圖人說索馬里語，但大多數人仍說他們祖先的班圖語方言。
不像大部分人傳統是牧民的索馬里人，班圖人多是定居農民。他們的身體特徵也與索馬里人不同，班圖人捲髮，較矮小，肌肉更發達和膚色較黑。
大多數班圖斯人都皈依了伊斯蘭教，他們擁抱伊斯蘭教以逃避奴隸制。有些班圖奴隸是基督徒，然而無論是穆斯林還是基督徒，許多班圖族保留了他們祖先萬物有靈論的傳統，包括舞蹈和使用魔法和詛咒。許多這些宗教傳統酷似那些仍在坦桑尼亞實行的一套。
一些班圖人主要是出於安全考慮，試圖把自己加入索馬里人父系部落結構中，這些班圖人被索馬里被稱為sheegato，即冒牌貨，這意味著它們不是索馬里人，並且在收養，客人基礎上隸屬於索馬里人。總而言之，班圖人和索馬里人之間的極少混雜，通婚也極為罕見。

## 1991年後
索馬里內戰期間，許多班圖人在下朱巴河流域的土地被索馬里各部族民兵控制，作為異族和擁有槍支小，班圖人特別容易遭受暴力和被持槍民兵搶劫。
為了逃避戰爭和飢荒，班圖人數以萬計逃到肯尼亞，大多數人宣誓再也沒有回到索馬里。2002年，國際移民組織（IOM）將大批班圖難民轉移到西北1500公里外的卡庫馬，原因是該地遠離索馬里邊界，是更安全的安置地點。

## 定居美國
1999年，美國對班圖難民的安置計劃被描述為有史以來最雄心勃勃的從非洲來的難民安置計劃。成千上萬的班圖難民計劃在美國定居。在2003年，第一個班圖難民開始到達美國城市，到2007年，13000個難民在美國與聯合國難民署（UNHCR），美國國務院的幫助下已被安置到城市，遍及全國各地。

## 回到祖先家園
除了美國，事實上多數班圖人更願在非洲東南部定居，這也實現了他們祖先兩百多年前的夢想。
儘管坦桑尼亞最初願意給予班圖難民庇護，但聯合國人權委員會並沒有提供任何財務或後勤保障支持難民安置和融入坦桑尼亞。當來自鄰國盧旺達的難民開始進入該國西部地區時，坦桑尼亞當局也經歷了額外的壓力，迫使他們撤回容納班圖難民的提議。莫桑比克是班圖人的另一個祖先所在地，後來成為重新定居點，但莫桑比克政府很快放棄了其諾言，理由是該地區缺乏資源和潛在的政治動盪。。
到了2000年代後期，坦桑尼亞的情況已有改善，而坦桑尼亞政府開始給予公民權那些祖先被阿拉伯人販賣為奴的班圖難民土地和公民權。